# Riu de Querol
Riu de Querol är ett vattendrag i Spanien, på gränsen till Frankrike. Det ligger i den nordöstra delen av landet, 500 km öster om huvudstaden Madrid.